# Bataille de Phu Lam Tao
Guerre franco-chinoise
Batailles
- Expédition du Tonkin
- Sontay
- Bac Ninh
- Bac Le
- Fuzhou
- Keelung
- Tamsui
- Kep
- Shipu
- Zhenhai
- Lang Son (1re)
- Nui Bop
- Tuyen Quang
- Yu Oc
- Hoa Moc
- Phu Lam Tao
- Bang Bo
- 2e Lang Son
- Pescadores

La bataille de Phu Lam Tao (23 mars 1885) fut un engagement politiquement significatif pendant la guerre franco-chinoise (août 1884 - avril 1885), au cours de laquelle un bataillon de zouaves français du Corps expéditionnaire du Tonkin est vaincu par une force mixte de soldats chinois et de pavillons noirs.

## Préface

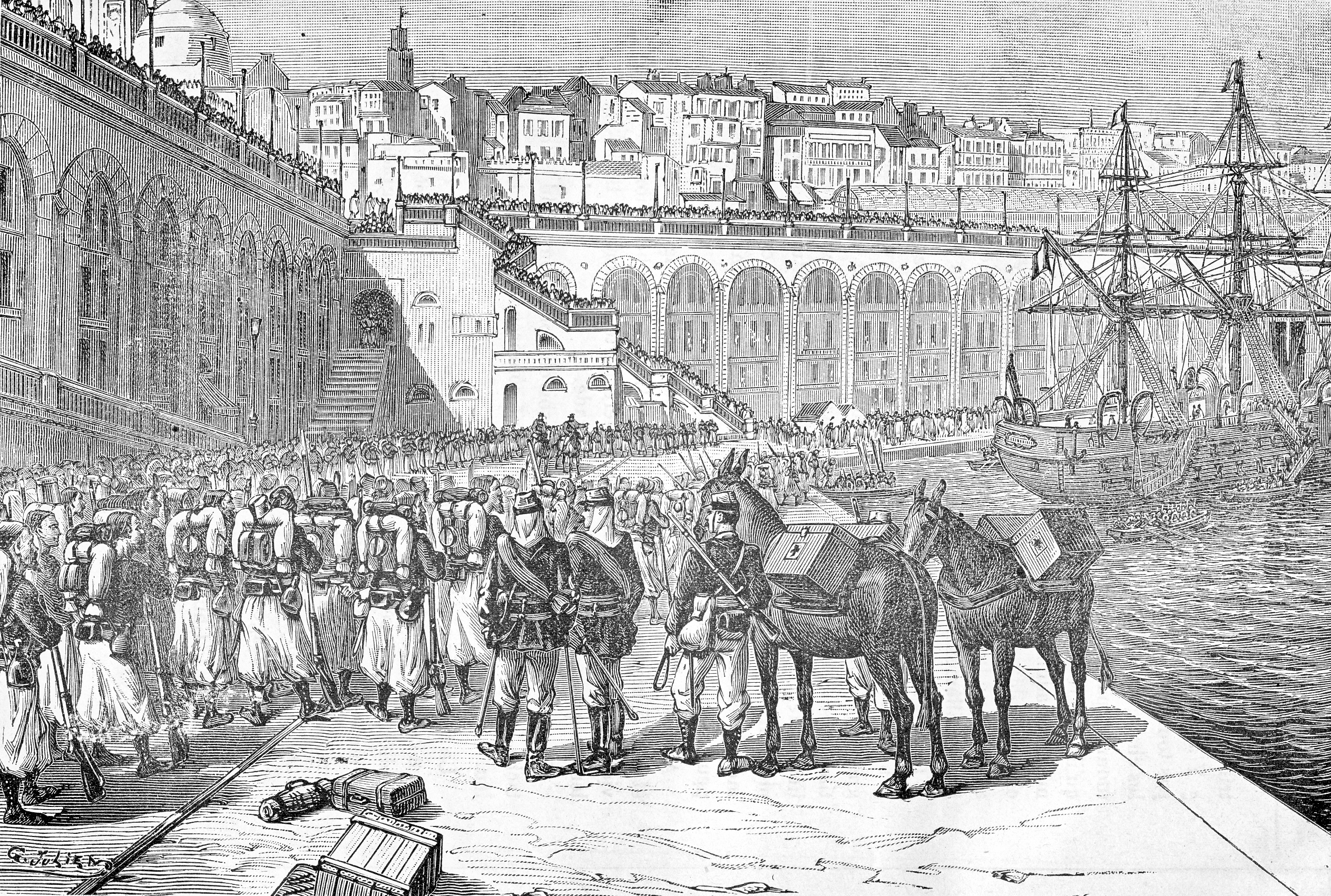
1er régiment de zouaves en partance depuis Alger pour le Tonkin

La bataille a eu lieu trois semaines après la fin du siège de Tuyên Quang au cours d'une reconnaissance française des positions occupées par les troupes de l'armée du Yunnan de Tang Jingsong et de l'armée des Pavillons noirs de Liu Yongfu. Les récits français de la bataille sont curieusement réticents, suggérant que les choses avaient mal tourné. À la suite de la relève de Tuyên Quang, le général Louis Brière de l'Isle, général en chef du corps expéditionnaire du Tonkin, dresse les plans d'une campagne contre l'armée du Yunnan par une colonne de 5 000 soldats français et algériens, 2 000 auxiliaires tonkinois et 460 mulets et chevaux. La campagne serait lancée depuis la principale base française de Hưng Hóa. Le 1er bataillon du chef de bataillon Simon, 1er régiment de zouaves, qui venait d'arriver au Tonkin, reçut l'ordre de faire une reconnaissance préliminaire du village de Phu Lam Tao, qui aurait été occupé par des éléments forts de l'armée du Yunnan. Le 23 mars 1885, Simon atteignit Phu Lam Tao et découvrit que le village était tenu par une force d'habitués du Yunnan et du Pavillons noirs (« pirates », comme les appelaient les Français). Simon ordonna à son bataillon d'attaquer.

## La bataille
Ce qui s'est passé ensuite est difficile à établir, car les sources françaises escamotent l'engagement ou n'y font qu'une infime allusion. L'Agence Havas, l'agence de presse officielle française, a simplement annoncé que le bataillon de Simon avait fait une reconnaissance vers Phu Lam Tao et avait subi plusieurs pertes, mais il y avait clairement plus dans l'affaire que cela. Il est certain que le bataillon de zouaves a attaqué Phu Lam Tao et a été repoussé, et très probablement que le refoulement était ignominieux. Le récit le plus complet de l'action a été donné par Paul Sainmont, officier du chef de bataillon Mignot du 2e régiment de zouaves, qui avait accompagné le bataillon de Simon au Tonkin :
«Aujourd'hui, le 1er Bataillon, 1er régiment de zouaves était aux prises avec les soldats de Luu Vinh Phuc dans le district de Thanh May près du village de Bang Huyen.
Les pirates (Pavillons noirs) y arrivèrent en bandes chassées de Lang Son par le général de Négrier et de Tuyên Quang par le général Brière de l'Isle, pour se concentrer sur ce point. Nos camarades se battirent furieusement toute la soirée du 23 mars, et dès la tombée de la nuit la garnison de Hung Hoa, qui assistait à ce spectacle du haut de la citadelle, vit l'éclat des flammes qui dévoraient deux ou trois villages voisins, et put deviner cette action s'était répandue sur un front assez large.
Les zouaves ne manquaient ni d'énergie ni de bravoure, mais la nuit tombait et l'ennemi était maintenant trop nombreux. Ils furent contraints de regagner leurs cantonnements sur la rive gauche du fleuve Rouge, en bon ordre, après avoir fait en vain plusieurs furieux assauts sur la pagode fortifiée de Bang Huyen sous un feu extrêmement meurtrier.»

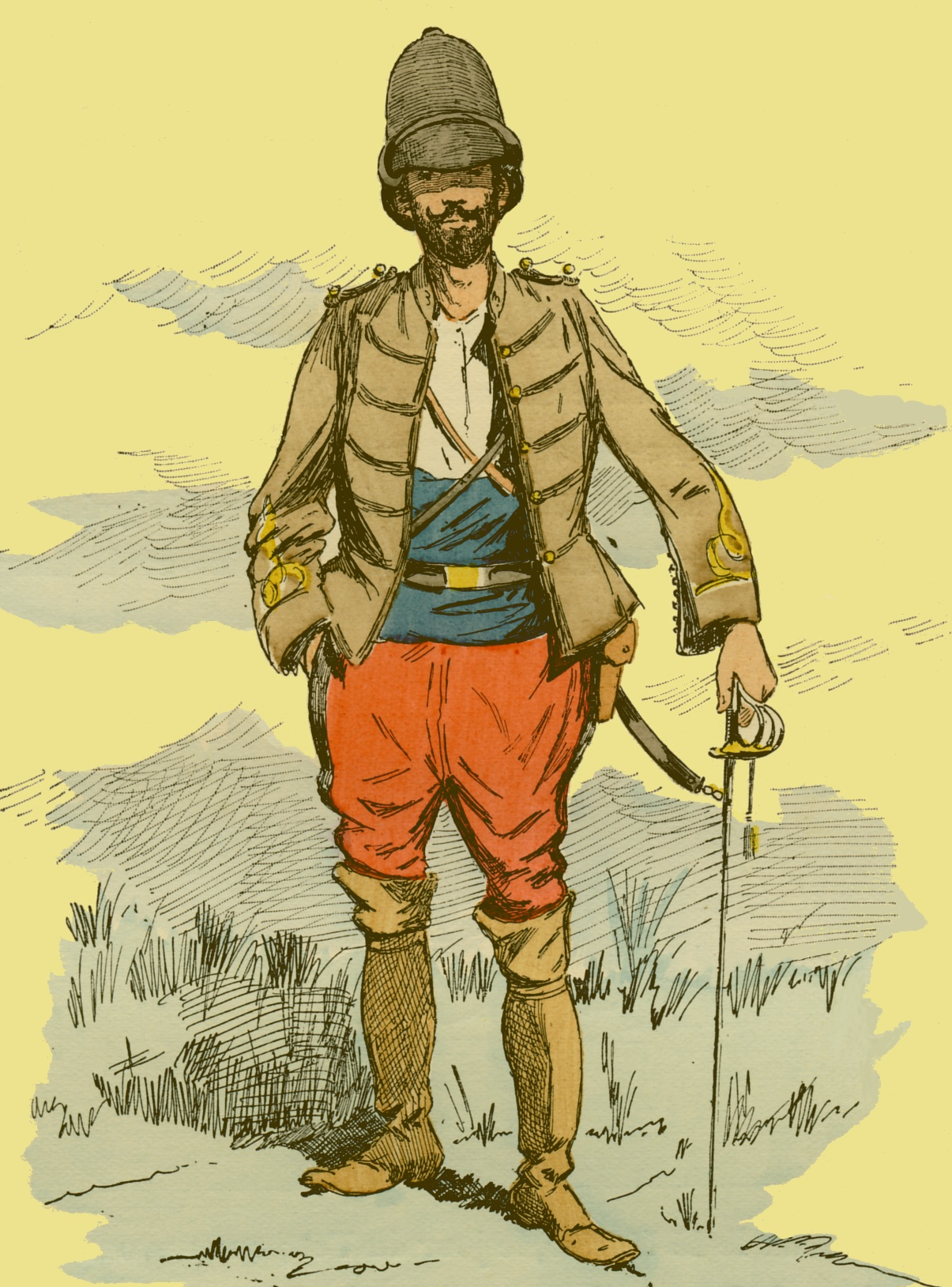
Officier de zouaves lors de la campagne du Tonkin (guerre franco-chinoise 1884-1886), tenue tropicale.

Selon le lieutenant-colonel Bonifacy, qui discuta de la bataille des années plus tard avec des officiers qui avaient été présents, les troupes se replièrent en désordre, jetant leurs havresacs et leurs fusils. Bonifacy a fait remarquer que les zouaves, fraîchement arrivés d'Algérie, n'auraient pas dû recevoir une telle mission tant qu'ils ne se seraient pas acclimatés aux conditions de guerre au Tonkin. Les sources chinoises affirment que l'armée du Yunnan et les Pavillons noirs ont remporté une nette victoire à Phu Lam Tao. Selon le rapport officiel de l'armée du Yunnan, ses forces à Phu Lam Tao ont été attaquées par les Français le 23 mars, l'attaque a été repoussée et les Français ont abandonné leurs morts sur le champ de bataille et se sont retirés dans la panique dans la jungle. Le rapport ajoute que les Français se sont retirés de la région le 24 mars, abandonnant 400 uniformes et des quantités d'armes et de cartes.

## Pertes
Les pertes subies par les Français dans cette action sont contestées. Selon Lecomte, qui a qualifié l'affaire d'escarmouche sans importance, le bataillon de Simon a subi « une douzaine » de pertes. Selon Sainmont, les pertes françaises étaient d'environ 40 à 50 morts et blessés. Selon Nimier, les pertes françaises sont de 6 morts et 29 blessés. Les chiffres de Nimier ont été acceptés plusieurs décennies plus tard par Thomazi, l'historien de la conquête française de l'Indochine.

## Importance
L'importance de l'engagement de Phu Lam Tao est qu'il a eu lieu un jour avant la lourde défaite du général Oscar de Négrier le 24 mars 1885 à la bataille de Bang Bo par l'armée du Guangxi. La coïncidence a conduit le général Louis Brière de l'Isle à conclure, à tort, que les Français faisaient face à une offensive concertée des deux armées chinoises. Cette conclusion contribua à donner le ton pessimiste de son fameux « télégramme de Lạng Sơn » du 28 mars 1885, envoyé dans le sillage de la retraite du lieutenant-colonel Paul-Gustave Herbinger de Lạng Sơn, qui renversa le gouvernement de Jules Ferry dans l'affaire du Tonkin et mit fin rapidement à la guerre franco-chinoise dans des circonstances extrêmement embarrassantes pour la France. Le district de Thanh May reste aux mains des concentrations de bandits vietnamiens jusqu'en octobre 1885, lorsque le général Henri Roussel de Courcy, qui succède à Louis Brière de l'Isle à la tête du corps expéditionnaire du Tonkin en Mai 1885, lance une attaque d'envergure sur leurs positions avec 5 000 soldats français, repoussant les bandits en remontant le fleuve Rouge jusqu'à Thanh Quan.